# アンドリュー・サーマン
アンドリュー・ロナルド・エドワード・サーマン（Andrew Ronald Edward Surman 、1986年8月20日 - ）は、南アフリカ・ヨハネスブルグ出身の元プロサッカー選手。ポジションは、ミッドフィールダー。

## クラブ経歴

### ボーンマス
2013年7月31日、AFCボーンマスに1年間レンタル移籍することが発表された。サーマンはチームの中心選手として35試合に出場した。
2014年9月1日、完全移籍に移行。2014-15シーズン、チームはフットボールリーグ・チャンピオンシップで優勝し悲願のプレミアリーグ昇格を果たした。
2020年8月16日、ボーンマスからの退団が発表された。

### ミルトン・キーンズ・ドンズ
2020年11月17日、ミルトン・キーンズ・ドンズFCに加入した。2020-21シーズン終了後に現役を引退。

## 代表歴
U21イングランド代表の出場歴がある。
なお南アフリカ代表として出場する権利も有しているが、招集は一度も無い。

## タイトル

### クラブ
ボーンマス
- フットボールリーグ・チャンピオンシップ：2014–15